# Dutch Open 1986
Die Dutch Open 1986 im Badminton fanden vom 6. bis zum 9. Februar 1986 in Nieuwegein, Niederlande statt. Mit einem Preisgeld von 15.000 US-Dollar wurde das Turnier in Kategorie 2 der Grand-Prix-Wertung eingestuft.

## Finalresultate
| Disziplin    | Sieger                     | Finalist                      | Ergebnis          |
| ------------ | -------------------------- | ----------------------------- | ----------------- |
| Herreneinzel | Ib Frederiksen             | Steve Baddeley                | 18:15, 8:15, 15:2 |
| Dameneinzel  | Xiao Jie                   | Helen Troke                   | 11:6, 3:11, 11:6  |
| Herrendoppel | He Xiangyang Tang Hui      | Billy Gilliland Dan Travers   | 18:13, 15:9       |
| Damendoppel  | Helen Troke Gillian Gowers | Eline Coene Erica van Dijck   | 18:15, 15:9       |
| Mixed        | Andy Goode Fiona Elliott   | Anders Nielsen Gillian Gowers | 15:8, 10:15, 15:5 |